# Бранево-Брама
Бранево-Брама — залізнична станція в м. Бранево, Вармінсько-Мазурського воєводства, в Польщі, на залізничній лінії № 254. Станом на 2014 рік станція не працює. На станції ще залишились каси продажу квитків та зали очікування.